# Zilog Z80182

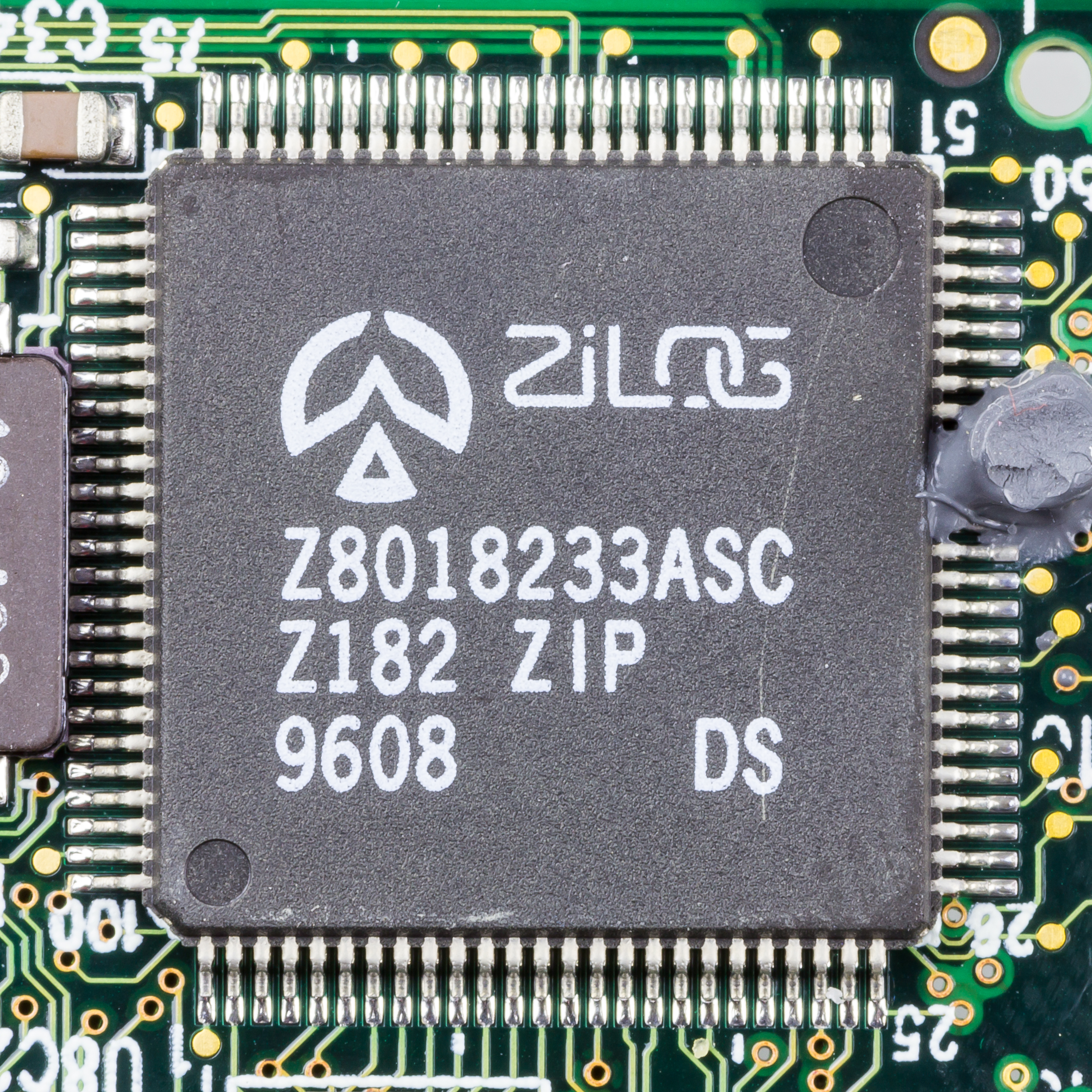
Z80182

O Zilog Z80182 é uma versão aperfeiçoada e mais rápida do antigo microprocessador Z80 e faz parte da família Zilog Z180. Foi apelidado de ZIP (Zilog Intelligent Peripheral Controller ou "Controlador Inteligente de Periféricos Zilog").

## Características
O Z80182 possui os seguintes recursos:
- Dois canais ESCC (Enhanced Serial Channel Controller) com CRC de 32 bits
- Dois canais UART (controlador de interface serial)
- Decodificador de endereços interno configurável
- Três portas PIA (Programmable I/O Adapter)
- Dois timers de 16 bits
- Um canal CSIO (Clocked Serial Input/output)
- Uma MMU (Memory management Unit) que expande a faixa de endereçamento para 20 bits
- Gerador de wait states
- Dois canais DMA
- Controlador de interrupções
- Instruções estendidas
- Interface 16550 MIMIC
- Cristal oscilador

Também é totalmente estático (o clock pode ser parado sem que haja perda em qualquer dado dos registradores) e possui uma opção de baixa interferência eletromagnética que reduz a slew rate das saídas. Está disponível em várias frequências de operação máxima (até 33 MHz) e em versões 3V3.